# Roos Netjes
 (janvier 2019).
Si vous disposez d'ouvrages ou d'articles de référence ou si vous connaissez des sites web de qualité traitant du thème abordé ici, merci de compléter l'article en donnant les références utiles à sa vérifiabilité et en les liant à la section « Notes et références ».
 (février 2019).
Roos Netjes, née le 19 septembre 1989 aux Pays-Bas,, est une actrice néerlandaise.

## Filmographie

### Cinéma et téléfilms
- 2005 : Jardins secrets (Gooische Vrouwen) : Anne-Fleur
- 2006 : Juliana (nl) : Irene
- 2006 : Grijpstra en De Gier (nl) : Kirsty
- 2006 : Inspecteur de Cock (Baantjer) : Liesbeth van Wijk
- 2008 : Wijster (nl) : Susan
- 2009 : Juliana II : Irene
- 2009 : De hoofdprijs (nl) : Denise Leenders
- 2009 : Terug naar de kust (nl) : Monique
- 2010 : Flikken Maastricht : Doortje
- 2010 : Schemer (nl) : Ilse
- 2013 : Volgens Robert (nl) : Marcella Finkelstein
- 2013 : Levenslied (nl) : Rosanna
- 2014 : Bureau Raampoort (nl) : Evelien
- 2014 : Rechercheur Ria (nl) : Maaike
- 2015 : Dokter Tinus : La petite amie de Kim
- 2015 : Volgens Jacqueline : Marcella Finkelstein
- 2016 : Dokter Deen (nl) : Sophie
- 2016 : Happy Dinsdag : Desiree
- 2016 : Land van Lubbers (nl) : Carien
- 2016 : Danni Lowinski (nl) : Brigitte Beugels
- 2016 : The Pain Body : Jenny
- 2016 : Centraal Medisch Centrum (nl) : Lucy de Boer
- 2017 : De Vlucht : Anouk lecteur
- 2017 : T'padashtun : Sophie
- 2017 : Anders (nl) : Annelies
- 2017-2018 : Nieuwe tijden (nl) : Fleur Jager